# Simboli del Regno Unito, delle Isole del Canale e dell'Isola di Man
Questo articolo è un elenco dei simboli nazionali del Regno Unito, delle sue quattro nazioni costitutive (Inghilterra, Scozia, Galles e Irlanda del Nord), nonché delle dipendenze della Corona Britannica (Isole del Canale e Isola di Man). Ogni entità separata ha propri simboli distintivi.

## Regno Unito
| Nome e bandiera                                   | Personificazione nazionale | Animale/i nazionale/i | Stemma                 | Motto | Inno                |
| ------------------------------------------------- | -------------------------- | --------------------- | ---------------------- | --- | ------------------- |
| Regno Unito Bandiera del Regno Unito (Union Flag) | Britannia                  | Leone Bulldog         | Stemma del Regno Unito | Dieu et mon droit (in francese) "God and my right" (in uso in Inghilterra, Irlanda del Nord e Galles) In Defens (in scozzese) "In Defence" (in uso in Scozia) | "God Save the King" |

## Nazioni costitutive
| Nome e bandiera                                               | Santo Patrono | Fiore/i nazionale/i     | Animale/i nazionale/i | Stemma                                              | Motto                                                                                         | Inno |
| ------------------------------------------------------------- | ------------- | ----------------------- | --------------------- | --------------------------------------------------- | --------------------------------------------------------------------------------------------- | --- |
| Inghilterra Bandiera dell'Inghilterra                         | San Giorgio   | Rosa Tudor              | Leone                 | Stemma dell'Inghilterra                             |                                                                                               | Nessuno |
| Scozia Bandiera della Scozia                                  | Sant'Andrea   | Cardo                   | Unicorno              | Stemma della Scozia                                 | In Defens (in scozzese) "In Defence"                                                          | Flower of Scotland (de facto) "Fiori di Scozia" (in italiano)                                                |
| Galles Bandiera del Galles                                    | San David     | Porro o Narciso         | Drago rosso           | Stemma del Galles                                   | Cymru am byth (in gaelico) - "Wales forever" (in inglese) - "Galles per sempre" (in italiano) | Hen Wlad Fy Nhadau (in gaelico) - Old Land of My Fathers (in inglese) - "Terra dei miei padri" (in italiano) |
| Irlanda del Nord Bandiera non ufficiale dell'Irlanda del Nord | San Patrizio  | Lino perenne o Shamrock | Nessuno               | Nessuno Stemma dell'Irlanda del Nord (formalmente): | No surrender                                                                                  | Londonderry Air (de facto)                                                                                   |

## Dipendenze della Corona Britannica

### Isole del Canale

#### Baliaggio del Jersey
| Nome e bandiera           | Santo Patrono | Animale tradizionale e soprannome | Stemma           | Motto | Inno                                                                                  |
| ------------------------- | ------------- | --------------------------------- | ---------------- | ----- | ------------------------------------------------------------------------------------- |
| Jersey Bandiera di Jersey | Sant'Elerio   | Rospo (Crapauds)                  | Stemma di Jersey | -     | "Ma Normandie" (in francese) - My Normandy (in inglese) - Mia Normandia (in italiano) |

#### Baliaggio di Guernsey
| Nome e bandiera               | Santo Patrono | Fiore/i nazionale/i | Animale tradizionale e soprannome | Stemma             | Motto | Inno                       |
| ----------------------------- | ------------- | ------------------- | --------------------------------- | ------------------ | ----- | -------------------------- |
| Guernsey Bandiera di Guernsey | San Sansone   | Giglio del Guernsey | Asino (les ânes)                  | Stemma di Guernsey | -     | "Sarnia Cherie"            |
| Sark Bandiera di Sark         | San Maglorio  | -                   | Corvo (Corbins)                   | Stemma di Sark     | -     | "Sarnia Cherie" (Guernsey) |
| Alderney Bandiera di Alderney | Sant'Anna     | -                   | Coniglio (Lapins)                 | Stemma di Alderney | -     | "Sarnia Cherie" (Guernsey) |
| Herm Bandiera di Herm         | San Tugdual   | -                   | -                                 | Stemma di Herm     | -     | "Sarnia Cherie" (Guernsey) |

### Isola di Man
| Nome e bandiera                         | Santo patrono | Fiore/i nazionale/i         | Animale tradizionale    | Stemma                   | Motto                                                                                      | Inno                  |
| --------------------------------------- | ------------- | --------------------------- | ----------------------- | ------------------------ | ------------------------------------------------------------------------------------------ | --------------------- |
| Isola di Man Bandiera dell'Isola di Man | San Magaldo   | Cushag (popolare) o Fuchsia | Gatto dell'Isola di Man | Stemma dell'Isola di Man | Quocunque Jeceris Stabit (latino) "Dovunque l'avrai gettata [la triscele], starà in piedi" | "O Land of Our Birth" |